# Brittisk-irländska parlamentarikerförsamlingen
Brittisk-irländska parlamentarikerförsamlingen (engelska: British-Irish Parliamentary Assembly, iriska: Tionól Pharlaiminteach na Breataine agus na hÉireann) är en brittisk-irländsk mellanstatlig samarbetsorganisation som upprättades 1990 under namnet Brittisk-irländska interparlamentära församlingen (British-Irish Inter Parliamentary Body) med 25 medlemmar från vardera de brittiska och irländska parlamenten.

## Utökning under Långfredagsavtalet
I enlighet med Långfredagsavtalet (The Belfast Agreement) från 1998 som öppnade för ett utökat parlamentarikersamarbete valde man att istället för att bilda en ny organisation att utöka den befintliga med parlamentariker från de sex stycken självstyrelseparlamenten. Samtidigt ändrades namnet till Brittisk-irländska parlamentarikerförsamlingen. Nordirland, Skottland och Wales som utgör tre av riksdelarna i Förenade konungariket Storbritannien och Nordirland utser fem ordinarie ledamöter var sedan utser även de tre kronbesittningarna Isle of Man, Jersey och Guernsey vilka utgör brittiska öar varsin ordinarie representant. Samtliga medlemmar utser även parlamentariker som adjungerade ledamöter (associate members) utöver de ordinarie.
Från de brittiska och irländska parlamenten deltar medlemmar från både över- och underhus. Då England saknar självstyrelseparlament har man ingen egen representation i rådet.

## Medlemmar
| Medlem              | Parlament                | Ordinarie ledamöter | Adjungerade ledamöter | Status                        |
| ------------------- | ------------------------ | ------------------- | --------------------- | ----------------------------- |
| Förenade kungariket | Brittiska parlamentet    | 25                  | 20                    | Suverän stat                  |
| Guernsey            | Guernseys ständer        | 1                   | 1                     | Kronbesittning                |
| Irland              | Oireachtas               | 25                  | 20                    | Suverän stat                  |
| Jersey              | Jerseys ständer          | 1                   | 1                     | Kronbesittning                |
| Isle of Man         | Tynwald                  | 1                   | 1                     | Kronbesittning                |
| Nordirland          | Nordirlands församling   | 5                   | 4                     | Riksdel i Förenade kungariket |
| Skottland           | Skotska parlamentet      | 5                   | 4                     | Riksdel i Förenade kungariket |
| Wales               | Wales nationalförsamling | 5                   | 4                     | Riksdel i Förenade kungariket |